# Куллаґа
Ку́ллаґа (ест. Kullaga küla) — село в Естонії, у волості Камб'я повіту Тартумаа.

## Населення
Чисельність населення на 31 грудня 2011 року становила 40 осіб.

## Географія
Поблизу населеного пункту проходить автошлях 46 (Татра — Отепяе — Санґасте).